# Premio Andre Norton
El premio Andre Norton de ciencia ficción y fantasía para jóvenes (nombre original en inglés: Andre Norton Award for Young Adult Science Fiction and Fantasy) es un galardón literario anual otorgado por la Asociación de escritores de ciencia ficción y fantasía de Estados Unidos (SFWA, por sus siglas en inglés) al autor del mejor libro de ciencia ficción o fantasía para jóvenes publicado en los Estados Unidos el año natural anterior. Recibe su nombre en honor a la prolífica autora de ciencia ficción y fantasía estadounidense Andre Norton (1912-2005). Fue instaurado por la por entonces presidenta de la SFWA Catherine Asaro y el comité de Ficción para jóvenes de la Asociación, y presentado el 20 de febrero de 2005. Cualquier novela publicada de ciencia ficción o fantasía para jóvenes puede optar al premio, incluidas las novelas gráficas. No hay límite en el número de palabras. El premio se presenta junto con los premios Nébula y sigue las mismas reglas para las nominaciones y la votación; aunque presentados conjuntamente, dado que son premios distintos las obras pueden ser nominadas simultáneamente para el Andre Norton y para el Nébula.
Los nominados y ganadores del premio son elegidos por los miembros de la SFWA, aunque los autores de los nominados no necesitan formar parte de la Asociación. Las obras son nominadas anualmente entre el 15 de noviembre y el 15 de febrero y las seis obras que reciben el mayor número de nominaciones conforman la votación final, con la posibilidad de nominar otras en caso de empate. Un comité de la SFWA determina si las obras nominadas pueden considerarse dentro de la categoría de literatura para jóvenes y además puede añadir hasta tres obras a la selección final. Los miembros de la Asociación pueden votar la lista final de candidatos durante todo el mes de marzo y los resultados definitivos se presentan en la ceremonia de entrega de los premios Nébula que se celebra en mayo. No se permite a los autores nominar sus propias obras, y los empates en la votación final se deshacen, si es posible, por el número de nominaciones que reciban las obras. Las reglas actuales entraron en vigor a partir de los premios de 2009. Anteriormente, el período de elegibilidad para las nominaciones estaba definido como un año después de la fecha de publicación de la obra, lo que posibilitaba que las obras fueran nominadas en el año natural posterior a su publicación y luego fueran premiadas en el año natural siguiente. Las obras se añadían a una lista preliminar para ese año si contaban con diez o más nominaciones, que luego se votaba para elaborar una lista final, a la que se permitía que el comité organizador de la SFWA añadiera una obra adicional.
Hasta los premios de 2019, 78 autores han tenido obras nominadas, 14 de los cuales lo han ganado. Holly Black y Scott Westerfeld son los que han tenido más nominaciones, con 4 candidaturas cada uno —Black resultó ganador en una de ellas y Westerfeld todavía no obtuvo el premio— seguidos por Sarah Beth Durst con tres. Black, Alaya Dawn Johnson, Delia Sherman e Ysabeau S. Wilce son los únicos autores nominados en varias ocasiones que han ganado el premio, con cuatro nominaciones el primero y dos los otros tres.

## Ganadores y nominados
En la siguiente tabla, la columna año indica a la fecha de la ceremonia, no la fecha de publicación de la novela. Las filas con fondo azul y un asterisco (*) junto al nombre del escritor han ganado el premio; las de fondo blanco son las obras nominadas en la votación final. En el caso de obras publicadas en español, se indica entre paréntesis el título original.
  *   Ganadores
| Año  | Autor                   | Novela | Editorial                              | Ref.   |
| ---- | ----------------------- | --- | -------------------------------------- | ------ |
| 2006 | Holly Black*            | Valiant: A Modern Tale of Faerie | Simon & Schuster                       | [ 6 ]  |
| 2006 | Louise Spiegler         | The Amethyst Road | Clarion Books                          | [ 6 ]  |
| 2006 | Ann Halam               | El legado de Siberia (Siberia) | Wendy Lamb Books                       | [ 6 ]  |
| 2006 | Susan Vaught            | Stormwitch | Bloomsbury Publishing                  | [ 6 ]  |
| 2007 | Justine Larbalestier*   | Magic or Madness | Razorbill                              | [ 7 ]  |
| 2007 | Maureen Johnson         | Devilish | Razorbill                              | [ 7 ]  |
| 2007 | Megan Whalen Turner     | The King of Attolia | Greenwillow Books                      | [ 7 ]  |
| 2007 | Scott Westerfeld        | Midnighters 2: Touching Darkness | Eos                                    | [ 7 ]  |
| 2007 | Scott Westerfeld        | Peeps | Razorbill                              | [ 7 ]  |
| 2007 | Susan Beth Pfeffer      | Life as We Knew It | Harcourt                               | [ 7 ]  |
| 2008 | J. K. Rowling*          | Harry Potter y las reliquias de la Muerte (Harry Potter and the Deathly Hallows)                                                             | Arthur A. Levine Books                 | [ 8 ]  |
| 2008 | Steve Berman            | Vintage: A Ghost Story | Haworth Press                          | [ 8 ]  |
| 2008 | Sarah Beth Durst        | Into the Wild | Razorbill                              | [ 8 ]  |
| 2008 | Nnedi Okorafor-Mbachu   | The Shadow Speaker | Jump at the Sun                        | [ 8 ]  |
| 2008 | Adam Rex                | El verdadero significado del Smekdía (The True Meaning of Smekday)                                                                           | Hyperion Books                         | [ 8 ]  |
| 2008 | Ysabeau S. Wilce        | Flora Segunda | Harcourt                               | [ 8 ]  |
| 2008 | Elizabeth Wein          | The Lion Hunter | Viking Juvenile                        | [ 8 ]  |
| 2009 | Ysabeau S. Wilce*       | Flora's Dare | Harcourt                               | [ 9 ]  |
| 2009 | Kristin Cashore         | Graceling (Graceling) | Harcourt                               | [ 9 ]  |
| 2009 | D. M. Cornish           | Monster Blood Tattoo: Lamplighter | G. P. Putnam's Sons                    | [ 9 ]  |
| 2009 | Ingrid Law              | Savvy | Walden Media                           | [ 9 ]  |
| 2009 | Mary E. Pearson         | Adorada Jenna Fox (The Adoration of Jenna Fox)                                                                                               | Henry Holt and Company                 | [ 9 ]  |
| 2010 | Catherynne M. Valente*  | La niña que recorrió Tierra Fantástica en un barco hecho por ella misma (The Girl Who Circumnavigated Fairyland in a Ship of Her Own Making) | catherynnemvalente.com                 | [ 10 ] |
| 2010 | Kage Baker              | Hotel Under the Sand | Tachyon Publications                   | [ 10 ] |
| 2010 | Sarah Beth Durst        | Ice | Margaret K. McElderry                  | [ 10 ] |
| 2010 | Malinda Lo              | Ash | Little, Brown and Company              | [ 10 ] |
| 2010 | Lisa Mantchev           | Eyes Like Stars | Feiwel & Friends                       | [ 10 ] |
| 2010 | John Scalzi             | La historia de Zoë (Zoe's Tale) | Tor Books                              | [ 10 ] |
| 2010 | Rebecca Stead           | When You Reach Me | Wendy Lamb Books                       | [ 10 ] |
| 2010 | Scott Westerfeld        | Leviathan (Leviathan) | Simon Pulse                            | [ 10 ] |
| 2011 | Terry Pratchett*        | Me vestiré de medianoche (I Shall Wear Midnight)                                                                                             | Victor Gollancz Ltd                    | [ 11 ] |
| 2011 | Paolo Bacigalupi        | El cementerio de barcos (Ship Breaker) | Little, Brown and Company              | [ 11 ] |
| 2011 | Holly Black             | Gata blanca (White Cat) | Margaret K. McElderry                  | [ 11 ] |
| 2011 | Suzanne Collins         | Sinsajo (Mockingjay) | Scholastic Press                       | [ 11 ] |
| 2011 | Barry Deutsch           | Hereville: How Mirka Got Her Sword | Amulet Books                           | [ 11 ] |
| 2011 | Pearl North             | The Boy from Ilysies | Tor Teen                               | [ 11 ] |
| 2011 | Megan Whalen Turner     | A Conspiracy of Kings | Greenwillow Books                      | [ 11 ] |
| 2011 | Scott Westerfeld        | Behemoth (Behemoth) | Simon Pulse                            | [ 11 ] |
| 2012 | Delia Sherman*          | The Freedom Maze | Big Mouth House                        | [ 12 ] |
| 2012 | Nnedi Okorafor          | Akata Witch | Viking Juvenile                        | [ 12 ] |
| 2012 | Franny Billingsley      | Chime | Dial Press                             | [ 12 ] |
| 2012 | Laini Taylor            | Daughter of Smoke and Bone | Little, Brown Books for Young Readers  | [ 12 ] |
| 2012 | A. S. King              | Everybody Sees the Ants | Little, Brown Books for Young Readers  | [ 12 ] |
| 2012 | Greg van Eekhout        | The Boy at the End of the World | Bloomsbury Children's Books            | [ 12 ] |
| 2012 | Rae Carson              | The Girl of Fire and Thorns | Greenwillow Books                      | [ 12 ] |
| 2012 | R. J. Anderson          | Ultraviolet | Orchard Books                          | [ 12 ] |
| 2013 | E. C. Myers*            | Fair Coin | Pyr                                    | [ 13 ] |
| 2013 | Kelly Barnhill          | Iron Hearted Violet | Little, Brown and Company              | [ 13 ] |
| 2013 | Holly Black             | Black Heart | Victor Gollancz Ltd                    | [ 13 ] |
| 2013 | Leah Bobet              | Above | Arthur A. Levine Books                 | [ 13 ] |
| 2013 | Libba Bray              | The Diviners | Little, Brown and Company              | [ 13 ] |
| 2013 | Sarah Beth Durst        | Vessel | Margaret K. McElderry                  | [ 13 ] |
| 2013 | Rachel Hartman          | Seraphina | Random House                           | [ 13 ] |
| 2013 | Alethea Kontis          | Enchanted | Harcourt                               | [ 13 ] |
| 2013 | David Levithan          | Every Day | Alice A. Knopf Books for Young Readers | [ 13 ] |
| 2013 | Guadalupe Garcia McCall | Summer of the Mariposas | Tu Books                               | [ 13 ] |
| 2013 | China Miéville          | Railsea | Del Rey Books                          | [ 13 ] |
| 2013 | Jenn Reese              | Above World | Candlewick Press                       | [ 13 ] |
| 2014 | Nalo Hopkinson*         | Sister Mine | Grand Central Publishing               | [ 14 ] |
| 2014 | Holly Black             | The Coldest Girl in Coldtown | Little, Brown and Company              | [ 14 ] |
| 2014 | Karen Healey            | When We Wake | Little, Brown and Company              | [ 14 ] |
| 2014 | Alaya Dawn Johnson      | The Summer Prince | Arthur A. Levine Books                 | [ 14 ] |
| 2014 | Alethea Kontis          | Hero | Harcourt                               | [ 14 ] |
| 2014 | Bennett Madison         | September Girls | Harper Teen                            | [ 14 ] |
| 2014 | Jaclyn Moriarty         | A Corner of White | Arthur A. Levine Books                 | [ 14 ] |
| 2015 | Alaya Dawn Johnson*     | Love Is the Drug | Arthur A. Levine Books                 | [ 15 ] |
| 2015 | Sarah Rees Brennan      | Unmade | Random House                           | [ 15 ] |
| 2015 | Alexandra Duncan        | Salvage | Greenwillow Books                      | [ 15 ] |
| 2015 | A. S. King              | Glory O'Brien's History of the Future | Little, Brown and Company              | [ 15 ] |
| 2015 | Sarah McCarry           | Dirty Wings | St. Martin's Griffin                   | [ 15 ] |
| 2015 | Kate Milford            | Greenglass House | Clarion Books                          | [ 15 ] |
| 2015 | Leslye Walton           | The Strange and Beautiful Sorrows of Ava Lavender                                                                                            | Candlewick Press                       | [ 15 ] |
| 2016 | Fran Wilde*             | Updraft | Tor Books                              | [ 16 ] |
| 2016 | Nicole Kornher-Stace    | Archivist Wasp | Big Mouth House                        | [ 16 ] |
| 2016 | Laura Ruby              | Bone Gap | Balzer + Bray                          | [ 16 ] |
| 2016 | Kate Elliott            | Court of Fives | Little, Brown and Company              | [ 16 ] |
| 2016 | Frances Hardinge        | La canción del cuco (Cuckoo Song) | Macmillan Publishers, Amulet           | [ 16 ] |
| 2016 | Noelle Stevenson        | Nimona | Harper Teen                            | [ 16 ] |
| 2016 | Tina Connolly           | Seriously Wicked | Tor Teen                               | [ 16 ] |
| 2016 | Daniel José Older       | Shadowshaper | Arthur A. Levine Books                 | [ 16 ] |
| 2016 | Fonda Lee               | Zeroboxer | Flux                                   | [ 16 ] |
| 2017 | David D. Levine*        | Arabella of Mars | Tor Books                              | [ 17 ] |
| 2017 | Kelly Barnhill          | The Girl Who Drank the Moon | Algonquin Young Readers                | [ 17 ] |
| 2017 | Roshani Chokshi         | The Star-Touched Queen | St. Martin's Press                     | [ 17 ] |
| 2017 | Frances Hardinge        | El árbol de las mentiras (The Lie Tree) | Macmillan Publishers, Abrams Books     | [ 17 ] |
| 2017 | Philip Reeve            | Railhead | Oxford University Press, Switch Press  | [ 17 ] |
| 2017 | Lindsay Ribar           | Rocks Fall, Everyone Dies | Kathy Dawson Books                     | [ 17 ] |
| 2017 | Delia Sherman           | The Evil Wizard Smallbone | Candlewick Press                       | [ 17 ] |
| 2018 | Sam J. Miller*          | The Art of Starving | HarperCollins                          | [ 18 ] |
| 2018 | Fonda Lee               | Exo | Scholastic Books                       | [ 18 ] |
| 2018 | Kari Maaren             | Weave a Circle Round | Tor Books                              | [ 18 ] |
| 2018 | Cindy Pon               | Want | Simon Pulse                            | [ 18 ] |
| 2019 | Tomi Adeyemi*           | Children of Blood and Bone | Henry Holt and Company                 | [ 19 ] |
| 2019 | Roshani Chokshi         | Aru Shah and the End of Time | Rick Riordan Presents                  | [ 19 ] |
| 2019 | Justina Ireland         | Dread Nation | Balzer + Bray                          | [ 19 ] |
| 2019 | A. K. DuBoff            | A Light in the Dark | BDL Press                              | [ 19 ] |
| 2019 | Henry Lien              | Peasprout Chen, Future Legend of Skate and Sword                                                                                             | Henry Holt and Company                 | [ 19 ] |
| 2019 | Rachel Hartman          | Tess of the Road | Random House                           | [ 19 ] |